# Irina Starzyńska
Irina Starzyńska, z domu Bezhenar (ur. 30 kwietnia 1970 w Odessie) – ukraińska siatkarka, posiadająca polskie obywatelstwo, grająca na pozycji środkowej bloku. W 2000 roku została wybrana najlepszym zagranicznym sportowcem Wielkopolski.

## Kluby
- Pałac Bydgoszcz
- PTPS Nafta-Gaz Piła
- Eburdon Tongeren

## Sukcesy
- Mistrzostwo Polski 2001/2002 (z drużyną PTPS Nafta-Gaz Piła)
- Mistrzostwo Polski 2000/2001 (z drużyną PTPS Nafta-Gaz Piła)
- Mistrzostwo Polski 1999/2000 (z drużyną PTPS Nafta-Gaz Piła)
- Mistrzostwo Polski 1998/1999 (z drużyną PTPS Nafta-Gaz Piła)
- Puchar Polski 1999/2000 (z drużyną PTPS Nafta-Gaz Piła)
- Puchar Polski 2001/2002 (z drużyną PTPS Nafta-Gaz Piła)
- Puchar Polski 2002/2003 (z drużyną PTPS Nafta-Gaz Piła)
- Wicemistrzostwo Polski 2006/2007( z drużyną PTPS Farmutil Piła)
- Wicemistrzostwo Belgii 2005/2006 (z drużyną Eburon-Tongeren, Belgia)
- Brąz MP 2004/2005 (z drużyną PTPS Nafta-Gaz Piła)
- czwarte miejsce w Final Four Ligi Mistrzyń w sezonie 1999/2000 (z drużyną PTPS Nafta-Gaz Piła)

## Nagrody indywidualne
- Najlepiej blokująca zawodniczka Final Four Ligi Mistrzyń – (2000)